# Командеу
Командеу (рум. Comandău) — комуна у повіті Ковасна в Румунії. До складу комуни входить єдине село Командеу.
Комуна розташована на відстані 147 км на північ від Бухареста, 39 км на схід від Сфинту-Георге, 141 км на захід від Галаца, 53 км на схід від Брашова.

## Населення
За даними перепису населення 2002 року у комуні проживали 1042 особи.
Національний склад населення комуни:
| Національність | Кількість осіб | Відсоток |
| -------------- | -------------- | -------- |
| угорці         | 976            | 93,7%    |
| румуни         | 66             | 6,3%     |

Рідною мовою назвали:
| Мова       | Кількість осіб | Відсоток |
| ---------- | -------------- | -------- |
| угорська   | 975            | 93,6%    |
| румунська  | 66             | 6,3%     |
| українська | 1              | 0,1%     |

Склад населення комуни за віросповіданням:
| Релігія       | Кількість осіб | Відсоток |
| ------------- | -------------- | -------- |
| реформати     | 505            | 48,5%    |
| римо-католики | 451            | 43,3%    |
| православні   | 81             | 7,8%     |
| унітарії      | 2              | 0,2%     |

## Зовнішні посилання
- Дані про комуну Командеу на сайті Ghidul Primăriilor [Архівовано 5 Грудня 2011 у Wayback Machine.]